# Локачинське газове родовище
Локачинське газове родовище — належить до Волино-Подільської нафтогазоносної області Західного нафтогазоносного регіону України та досліджувалось ЗУГРЕ.

## Опис
Розташоване у Волинській області на відстані 4 км від смт Локачі.
Приурочене до Зовнішньої зони (східного борту) Львівського палеозойського прогину Східно-Європейської платформи. Підняття північно-східного простягання, ускладнене брахіантикліналями, виявлене в 1977 р. Локачинська структура розмірами 11,0х3,5 м та висотою 75-100 м простежується в розрізі від рифею до крейди. Складка асиметрична з крутішим південним-сх. крилом і пологішим протилежним. У 1979 р. в результаті аварійного газоводяного фонтану встановлена промислова газоносність девонських відкладів. 
Поклади пластові, склепінчасті, верхньострутинський також літологічно обмежений. Режим Покладів газовий. Запаси початкові видобувні категорій А+В+С1: газу — 6972 млн. м³.